# Гогель, Иван Григорьевич
Иван Григорьевич Гогель (также Гогель 1-й; 1770 или 1773 — 1834) — артиллерийский генерал и военный педагог и писатель.
Из дворянского рода Гогелей: сын Григория Григорьевича Гогеля; отец Ивана Ивановича Гогеля.

## Биография
Родился, по надписи на надгробии, 11 (22) ноября 1773 года, а по другим сообщениям — в 1770 году.
Образование получил в сухопутном шляхетном кадетском корпусе и служил в артиллерии (бомбардирский батальон гребного Черноморского флота, Ахтиарские артиллерийские роты, 6-й артполк, 12-й артбатальон, 8-й и 1-й артиллерийский полки, соответственно.
С 20 октября 1806 года был назначен директором Пажеского корпуса и занимал эту должность до 20 марта 1830 года.
В 1805 году в чине полковника участвовал в походе десантного корпуса графа Толстого; в 1807 году — главноприсутствующий в Комитете по рассмотрению гарнизонной артиллерии; в 1808 году состоял в учёном комитете по артиллерийской части; в 1810 году — вице-директор артиллерийского департамента военного министерства; а также до 1824 года — инспектор Сестрорецкого оружейного завода.
С 1811 года — член артиллерийской экспедиции, принимал участие в комиссии по составлению воинских уставов; затем в 1812—1826 годах — вице-директор артиллерийского департамента Военного министерства; был председателем, а в 1819 и директором Военно-ученого комитета.
В войну 1812 года формировал русско-германский легион и состоял членом Комитета по управлению «германскими делами».
Умер 22 ноября (4 декабря) 1834 года. Похоронен на Смоленском евангелическом кладбище.

## Награды

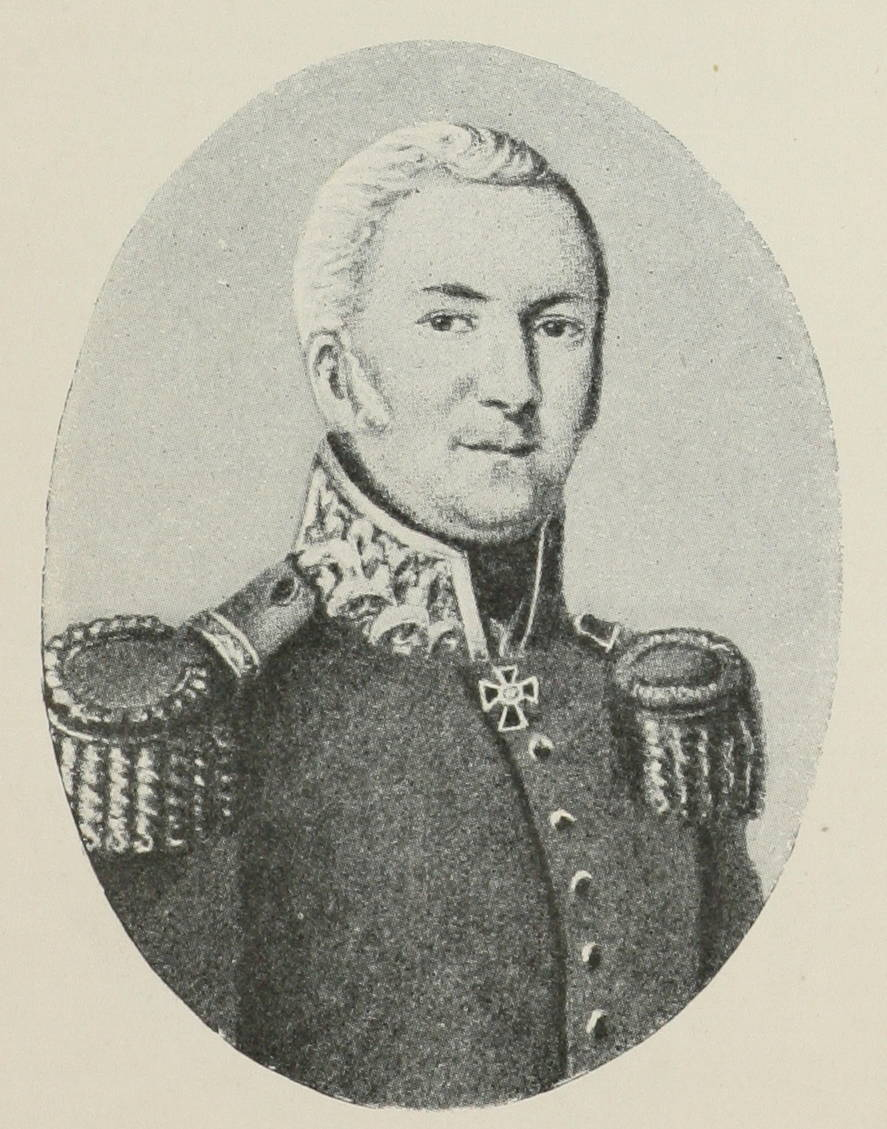
Портрет Анрея Григорьевича Гогеля, работы неизвестного художника (не ранее 1814 года). Портрет изображен с подписью «Генерал-лейтенант И. Г. Гогель» был опубликован в «Военной энциклопедии» Сытина, но это портрет его брата Генераль-майор Андрей Григорьевич Гогель. Их оба изображены рядом с друг с другом на иллюстрации директоров Пажеского Корпуса после 180-й странице (226-я страница электронная) в книге Пажеский Его Императорского Величества корпус за сто лет, составил Д. М. Левшин. Современными исследователями в 2017 г. предполагалось, что на портрете изображён не И.Г. Гогель, а другой генерал который в 2023 г. установлен как его брат А.И. Гогель.

* орден Святого Владимира 3-й степени (30.08.1808)
- орден Святой Анны 1-й степени (30.08.1811); алмазные знаки к ордену 30.08.1816
- орден Святого Владимира 2-й степени (1813)
- орден Святого Георгия 4-го класса за 25 лет выслуги (№ 3628; 13 .02.1823)
- орден Белого орла (06.04.1832)
- прусский орден Красного орла 1-й степени

## Сочинения
- «Правила малой войны» (СПб., 1816);
- «Основания артиллерии и понтонной науки» (СПб., 1816);
- «Употребление артиллерии при обороне крепостей», по Бустари (СПб., 1812).
- «Подробное наставление о изготовлении, употреблении и сбережении огнестрельного и белого солдатского оружия» (СПб., 1825).

### Переводы
Принимал также деятельное участие в издании «Артиллерийского журнала» (1808-12) и «Военного журнала» (1827—1834).
- «Нужнейшие познания инженеру и артиллеристу в поле» (1803)
- «Правила малой войны» (1811)